# プライベート・ソーシャル・ネットワーキング・サービス
プライベート・ソーシャル・ネットワーキング・サービス（英:  private social networking service,Private SNS）とは、親しい人（家族、恋人、親友等）とプライベートな形でインターネット上の交流を行う社会的ネットワーク（ソーシャル・ネットワーク）を構築するサービスのことである。
代表的なプライベートSNSとして、日本ではClose、Pairy、世界ではPath、Between、Coupleなどがある。

## 概要
広義には、従来のSNSとして一般的に認知されている、日本ではmixi、GREE、Mobage、Ameba、世界ではFacebook、Twitter、Google+、Myspace、LinkedInなどと比較して、より限定された交流範囲で、よりプライバシー性の高いコミュニケーションを志向する特徴があるSNSがプライベート・ソーシャル・ネットワーキング・サービスと呼ばれている。
狭義には、現実世界での人間関係の中で、より親しい人間関係（家族、恋人、親友等）だけに限定されたコミュニティ型のコミュニケーションサービス、SNSをプライベート・ソーシャル・ネットワーキング・サービスと定義する。
プライベート・ソーシャル・ネットワーキング・サービスの主目的は既に親しい人間関係を有する個人間のより密接なコミュニケーションや情報共有である。
背景には近年において、従来のSNSの主目的である、人と人とのつながりを促進、サポートするなかでオープンでパプリックなサービスとしての性質が強調されるようになったことがある。

## 歴史
従来より一般的に認知されているSNSとして、2004年より開始されたmixi、Facebook、2006年より開始されたTwitter、2011年より開始されたGoogle+がある。
それぞれのSNSの利用者数は、Facebookの月間アクティブユーザー数が12億人（2014年1月時点）、Twitterの月間ユーザー数が2億4000万人（2014年2月時点）、Google+の月間ユーザー数は3億人(2014年1月時点）とそれぞれ発表されており、インターネット上で提供されるサービス（Webサービス）として圧倒的なユーザー獲得数を誇る。
こうしたSNSがインターネット上でのコミュニケーションのインフラストラクチャーとして認知されるに過程で、SNSの「人と人とのつながりを促進・サポートする」という本来の目的が一部のユーザーに対して果たされなくなるという問題が「SNS疲れ」や「Facebook疲れ」という形で指摘されるようになった。
こうした問題の原因としてSNSが過剰な人と人とのつながりを促進することによるOver Connect Problem（つながり過剰）や、過剰なコミュニケーションの促進によるSNSのオープン化、長期に渡るSNSの継続利用によるつながりの陳腐化、現実の人間関係とのギャップの発生などが挙げられている。
これらのユーザーの不満や、従来のSNSが抱える問題を解決する手段として、2010年頃より、限定された人間関係を軸に、心地よい空間や安心できる利用体験を提供することを主たる目的とした、プライベート・ソーシャル・ネットワーキング・サービスと呼ばれる新しい形のSNSの提供が開始されるようになった。
2010年に米国でPathが開始され、親しい人間関係を軸としたプライベート・ソーシャル・ネットワーキング・サービスという言葉が認知されるようになり、日本では2012年にCloseが日本初のプライベート・ソーシャル・ネットワーキング・サービスとして開始された。
また親しい人間関係という切り口から、2012年に恋人に限定されたSNSとして米国でCoupleが開始、韓国でBetween、日本でPairyが開始された。

### 日本
日本においては、諸外国より内向きとされる民族性の他、ガラパゴス文化と呼ばれる文化の性質もあって、SNSとしてだけではなくメディアとしての性質も兼ねたFacebookやTwitterのような公開性が高いSNSについては日本におけるサービス対応当初より、日本では受け入れられないとされる評価やメディアによる批判があった。
しかし2012年9月には、国内最大手のSNSであったmixiの月間ユーザー数をFacebookが超えるなど普及が進んだ。
また2012年には恋人向けプライベート・ソーシャル・ネットワーキング・サービスであるPairyが日本で開始され、同年、親しい人間関係に限定されたプライベート・ソーシャル・ネットワーキング・サービスであるCloseも日本で開始されるなど、日本企業によるプライベート・ソーシャル・ネットワーキング・サービスの提供も開始された。
Facebookの普及が海外諸国に比べて遅かった日本だったが、世界的に見ても早かったスマートフォンの普及や、当初よりモバイル先進国と呼ばれていた背景もあって、スマートフォンアプリに特化したサービス形態を持つプライベート・ソーシャル・ネットワーキング・サービスの普及は日本において海外諸国に比べて早い傾向があるとされる。
特に恋人向けプライベート・ソーシャル・ネットワーキング・サービスであるBetweenは韓国で400万ダウンロード、日本においては40万ダウンロードを記録し、アジアを起点に普及が進んでいる。